# Вісенте Гвайта
Вісенте Гвайта (ісп. Vicente Guaita, нар. 10 січня 1987, Торрент) — іспанський футболіст, воротар клубу «Сельта».

## Ігрова кар'єра
Народився 10 січня 1987 року в місті Торрент. Вихованець кантери «Валенсії». У дорослому футболі дебютував 2005 року виступами за другу команду «Валенсії», в якій провів три сезони.
В основному складі «кажанів» дебютував у сезоні 2008/09, зігравши за рік у двох матчах, в яких пропустив 5 голів. Оскільки влітку 2009 клуб придбав у «Мальорки» Мігеля Анхеля Мою, у складі клубу опинилося 4 чинні воротарі. Через це Гвайта, як і його колега по амплуа Ренан, на наступний сезон був відданий в оренду — в клуб Сегунди «Рекреатіво». Сезон виявився для молодого воротаря вдалим: пропустивши в 30 матчах усього 24 м'ячі, Гвайта завоював Трофей Самори Сегунди. Після закінчення сезону воротар повернувся до «Валенсії», а тренерський штаб клубу відзначив успішний виступ голкіпера та оголосив, що розраховує на Вісенте Гвайту, як на воротаря «Валенсії» в наступному сезоні.
Шанс виправдати довіру керівництва надати молодому голкіперу вже в першій половині сезону 2010/11, коли один за іншим отримали травми обидва основні воротарі клубу — Сесар та Мойя. Гвайта зумів скористатися наданою можливістю, до кінця сезону закріпившись як основний воротар «Валенсії».
У травні 2011 року, після закінчення чергового сезону, Вісенте Гвайта продовжив свій контракт з «Валенсією» до 2015 року. Наразі встиг відіграти за валенсійський клуб 69 матчів в національному чемпіонаті.

## Титули та досягнення
- Володар Трофею Самори Сегунди: 2009-10